# KAC Chain SAW
Das von der Firma Knight’s Armament Company (KAC), entwickelte leichte Maschinengewehr Chain SAW oder ChainSAW ist ein Prototyp der nicht in Serienproduktion gehen wird.

## Geschichte und Technik
Das Chain SAW wurde auf der 2009er Ausgabe der SHOT Show in Las Vegas erstmals der Öffentlichkeit präsentiert. KAC stellte von Anfang an klar, dass es sich nur um einen Ergonomieprototyp beziehungsweise um ein Spaßprojekt handelte. KAC wollte mit der Chain SAW eine Waffe entwickeln, bei der die immer umfangreicheren elektronischen Hilfen zur Zielerfassung auch Auswirkungen auf den Aufbau der Waffe haben. Dies ist bei vielen Projekten nicht wirklich der Fall. Man ging bei KAC davon aus, dass zukünftige Zielsysteme so effektiv sein werden, dass die Waffe nicht mehr geschultert werden muss. Dies ist an der Chain SAW daran zu erkennen, dass ein herkömmlicher Kolben komplett fehlt. Stattdessen wurde als Kolben und am vorderen Schaft ein Griff ähnlich dem einer Kettensäge (eng. Chainsaw) verwendet, was auch zum Namen Chain SAW führte, wobei SAW für Squad Automatic Weapon steht.
Das leichte Maschinengewehr selbst kann nur aus der Hüfte heraus abgefeuert werden. Als Basis benutzte man das von Knight’s gebaute Stoner LMG, das mit einem hauseigenen Schalldämpfer ausgerüstet werden kann. Ein weiteres kurioses Merkmal dürfte der 37-mm-Unterlaufgranatwerfer sein. Der Granatwerfer soll laut Aussage von KAC nur zum Verschießen von Signalfackeln dienen, um so bei einem eventuellen Munitionsmangel deutlich zu machen, dass der Schütze Munition benötigt.